# Eoellimmichthys superstes
Eoellimmichthys superstes è un pesce osseo estinto, appartenente agli ellimmittiformi. Visse nell'Eocene medio (circa 49 milioni di anni fa) e i suoi resti fossili sono stati ritrovati in Italia, nel ben noto giacimento di Bolca.

## Descrizione
Questo pesce era di piccole dimensioni; l'unico esemplare noto è lungo meno di due centimetri e sembrerebbe rappresentare un esemplare subadulto. Eoellimmichthys era caratterizzato da un corpo compresso lateralmente, piuttosto profondo e con un addome prominente e convesso. La testa era grande, più alta che lunga, mentre il muso era smussato e dotato di una grande bocca in posizione terminale. Il margine dorsale anteriore del corpo, dalla fine del neurocranio all'inizio della pinna dorsale, era quasi dritto e formava un angolo marcato all'origine della pinna. Il ventre era interamente ricoperto da una serie completa di scudi ossei addominali, che si protendeva fino all'origine della pinna anale. Sia la pinna anale che la pinna dorsale si originavano nella metà posteriore del corpo, mentre le pinne pelviche si inserivano anteriormente rispetto all'origine della pinna dorsale. Eoellimmichthys mostra una combinazione unica di caratteristiche che lo distinguono da qualunque altro ellimmittiforme, tra cui l'ornamentazione sulle ossa craniche, denti presenti sull'endopterigoide, la presenza di 6 o 7 scudi prima della pinna dorsale che aumentavano di dimensione verso la parte posteriore del corpo, e scudi postpelvici con spine molto prominenti. 

## Classificazione
Eoellimmichthys è un rappresentante degli ellimmittiformi, un gruppo di pesci tipici del Cretaceo e del Paleogene affini ai clupeiformi, ma dotati di prominenti scudi ossei a protezione di dorso e ventre. In particolare, Eoellimmichthys è un rappresentante della famiglia Paraclupeidae, e sembrerebbe strettamente imparentato con il genere Ellimmichthys, del Cretaceo inferiore. Eoellimmichthys è uno dei più recenti fra gli ellimmittiformi, insieme a Diplomystus (da qui l'epiteto specifico superstes). Eoellimmichthys superstes venne descritto per la prima volta nel 2018, sulla base di un fossile ritrovato nella Pesciara di Bolca, in terreni risalenti all'inizio dell'Eocene medio; precedentemente il fossile era stato erroneamente attribuito a un membro dei picnodontiformi. 

## Importanza dei fossili
Eoellimmichthys rappresenta il più recente ellimmittiforme marino; ciò suggerisce che le basse acque marine della Tetide potrebbero aver favorito la sopravvivenza di alcune linee evolutive di pesci che furono drasticamente colpiti dall'estinzione di massa del Cretaceo - Paleogene. Altri "sopravvissuti" rinvenuti a Bolca includono il crossognatiforme Platinx e il picnodontiforme Pycnodus. 